# The Solo Collection
A The Solo Collection Freddie Mercury 2000-ben megjelent szóló-válogatásalbuma. A lemez egy díszdobozos CD-gyűjtemény, amely részletezi Freddie Mercury szólókarrierjét; tartalmazza azokat az anyagokat, amit Mercury még az előtt vett fel, hogy a Queenhez csatlakozott volna. A kollekció tartalmaz remixeket, David Wigg interjúit, a szólóalbumokat, igazi kuriózumokat és két DVD-t is: a videóklipek gyűjteményét és egy filmet, amely Mercury életét mutatja be.

## CD
1 lemez – Mr. Bad Guy (1985)
- Let's Turn It On (Mercury) – 3:42
- Made in Heaven (Mercury) – 4:05
- I Was Born to Love You (Mercury) – 3:38
- Foolin' Around (Mercury) – 3:29
- Your Kind Of Lover (Mercury) – 3:32
- Mr Bad Guy (Mercury) – 4:09
- Man Made Paradise (Mercury) – 4:08
- There Must Be More To Life Than This (Mercury) – 3:00
- Living on My Own (Mercury) – 3:23
- My Love Is Dangerous (Mercury) – 3:42
- Love Me Like There's No Tomorrow (Mercury) – 3:46

2 lemez – Barcelona (1988)
- Barcelona (Mercury/Moran) – 5:39
- La Japonaise (Mercury/Moran) – 4:48
- The Fallen Priest (Mercury/Moran/Rice) – 5:45
- Ensueño (Mercury/Moran/Caballé) – 4:21
- The Golden Boy (Mercury/Moran/Rice) – 6:03
- Guide Me Home (Mercury/Moran) – 2:49
- How Can I Go On (Mercury/Moran) – 3:50
- Overture Piccante (Mercury/Moran) – 6:39

3 lemez – The Great Pretender (1992)
- The Great Pretender (Brian Malouf Mix) (Ram) – 3:39
- Foolin' Around (Steve Brown Mix) (Mercury) – 3:35
- Time (Nile Rodgers Mix) (Clark/John Christie) – 3:49
- Your Kind Of Lover (Steve Brown Mix) (Mercury) – 3:59
- Exercises In Free Love (Mercury/Moran) – 3:56
- In My Defence (Ron Nevison Mix) (Clark/Soames/Daniels) – 3:51
- Mr Bad Guy (Brian Malouf Mix) (Mercury) – 4:00
- Let's Turn It On (Jeff Lord-Alge Mix) (Mercury) – 3:45
- Living on My Own (Mix) (Mercury) – 3:38
- My Love Is Dangerous (Jeff Lord-Alge Mix) (Mercury) – 3:40
- Love Kills (Richard Wolf Mix) (Mercury/Moroder) – 3:28

4 lemez – Szólókarrier 1973-1985
- I Can Hear Music (Larry Lurex, 1973-as kislemez) (Greenwich/Spector/Barry) – 3:29
- Goin' Back (Larry Lurex, 1973 B-side) (Goffin/King) – 3:34
- Love Kills (Original 1984 Single Version) (Mercury/Moroder) – 4:31
- Love Kills (Original 1984 Extended Version) (Mercury/Moroder) – 5:22
- I Was Born to Love You (Original 1985 Extended Version) (Mercury) – 7:05
- Stop All The Fighting (1985 Non-album B-side) (Mercury) – 3:19
- Stop All The Fighting (1985 Non-album B-side Extended Version) (Mercury) – 6:37
- Made in Heaven (Original 1985 Extended Version) (Mercury) – 4:50
- She Blows Hot & Cold (1985 Non-album B-side) (Mercury) – 3:26
- She Blows Hot & Cold (1985 Non-album B-side Extended Version) (Mercury) – 5:50
- My Love Is Dangerous (Original 1985 Extended Version) (Mercury) – 6:29
- Love Me Like There's No Tomorrow (Original 1985 Extended Version) (Mercury) – 5:32
- Let's Turn It On (Original 1985 Extended Version) (Mercury) – 5:08

5 lemez – Szólókarrier 1986-1993
- Time (Original 1986 Single/Album Version) (Clark/Christie) – 3:58
- Time (Original 1986 Extended Version) (Clark/Christie) – 4:37
- Time (Original 1986 Instrumental Version) (Clark/Christie) – 3:22
- In My Defence (1986 Album Version) (Clark/Soames/Daniels) – 3:57
- The Great Pretender (Original 1987 Single Version) (Ram) – 3:29
- The Great Pretender (Original 1987 Extended Version) (Ram) – 5:54
- Exercises In Free Love (1987 Non-album B-side) (Mercury/Moran) – 3:59
- Barcelona (Original 1987 Single Version) (Mercury/Moran) – 4:27
- Barcelona (Original 1987 Extended Version) (Mercury/Moran) – 7:07
- How Can I Go On (1989 Single Version) (Mercury/Moran) – 4:02
- Living on My Own (1993 No More Brothers Extended Mix) (Mercury) – 5:16
- Living on My Own (1993 Radio Mix) (Mercury) – 3:38
- Living on My Own (1993 Club Mix) (Mercury) – 4:27
- Living on My Own (1993 Underground Solutions Mix) (Mercury) – 5:45

6 lemez – Instrummentáltak
- Barcelona (Instrumental) (Mercury/Moran) – 4:26
- La Japonaise (Instrumental) (Mercury/Moran) – 4:46
- The Fallen Priest (Instrumental) (Mercury/Moran/Rice) – 5:50
- Ensueño (Instrumental) (Mercury/Moran/Caballé) – 4:00
- The Golden Boy (Instrumental) (Mercury/Moran/Rice) – 6:05
- Guide Me Home (Instrumental) (Mercury/Moran) – 2:38
- How Can I Go On (Instrumental) (Mercury/Moran) – 3:58
- Love Me Like There's No Tomorrow (Instrumental) (Mercury) – 4:03
- Made in Heaven (Instrumental) (Mercury) – 4:17
- Mr Bad Guy (Instrumental) (Mercury) – 4:14
- There Must Be More To Life Than This (Instrumental) (Mercury) – 3:08
- In My Defence (Instrumental) (Clark/Soames/Daniels) – 3:56
- The Great Pretender (Instrumental) (Ram) – 3:26

7 lemez –  Ritkaságok 1
- Let's Turn It On (A Capella) (Mercury) – 3:04
- Made in Heaven (Alternative Version) (Mercury) – 4:27
- I Was Born to Love You (Vocal & Piano Version) (Mercury) – 2:58
- Foolin' Around (Early Version) (Mercury) – 4:14
- Foolin' Around (Original 1985 Unreleased 12" Mix) (Mercury) – 5:37
- Foolin' Around (Instrumental) (Mercury) – 3:40
- Your Kind Of Lover (Early Version) (Mercury) – 4:47
- Your Kind Of Lover (Vocal & Piano Version) (Mercury) – 3:38
- Mr Bad Guy (Orchestra Out-takes) (Mercury) – 0:35
- Mr Bad Guy (Early Version) (Mercury) – 3:29
- There Must Be More To Life Than This (Piano Out-takes) (Mercury) – 2:48
- Living on My Own (Hybrid Edit: Early/Later Versions) (Mercury) – 4:29
- Love Is Dangerous (Early Version) (Mercury) – 2:12
- Love Me Like There's No Tomorrow (Early Version) (Mercury) – 2:18
- Love Me Like There's No Tomorrow (2nd Early Version: Extract) (Mercury) – 1:03
- Love Me Like There's No Tomorrow (3rd Early Version) (Mercury) – 3:26
- Love Me Like There's No Tomorrow (Live Take) (Mercury) – 4:22
- She Blows Hot & Cold (Alternative Version featuring Brian May) (Mercury) – 4:36
- Gazelle (Demo) (Mercury) – 1:20
- Money Can't Buy Happiness (Demo) (Mercury) – 2:37
- Love Makin' Love (Demo) (Mercury) – 3:35
- God Is Heavy (Demo) (Mercury) – 1:22
- New York (Demo) (Mercury) – 2:12

8 lemez – Ritkaságok 2
- The Duet (The Fallen Priest) (Extract from Garden Lodge tape) (Mer/Mor/Rice) – 3:04
- Idea (Barcelona) (Extract from Garden Lodge tape) (Mercury/Moran) – 1:12
- Idea (Barcelona) (2nd Extract from Garden Lodge tape) (Mercury/Moran) – 1:04
- Barcelona (Early Version: Freddie's Demo Vocal) (Mercury/Moran) – 4:21
- Barcelona (Freddie's Vocal Slave) (Mercury/Moran) – 4:31
- Barcelona (Later Version: Freddie's Vocal only) (Mercury/Moran) – 4:26
- La Japonaise (Early Version: Freddie's Vocal only) (Mercury/Moran) – 4:41
- La Japonaise (A Capella) (Mercury/Moran) – 4:17
- Rachmaninov's Revenge (The Fallen Priest) (Early Version) (Mercury/Moran/Rice) – 4:46
- Rachmaninov's Revenge (The Fallen Priest) (Later Version: Freddie's Demo Vocal) – 5:51
- Ensueño (Montserrat's Live Takes) (Mercury/Moran/Caballé) – 5:36
- The Golden Boy (Early Version: Freddie's Demo Vocal) (Mercury/Moran/Rice) – 3:54
- The Golden Boy (2nd Early Version: Extract) (Mercury/Moran/Rice) – 2:56
- The Golden Boy (A Capella featuring Gospel Choir) (Mercury/Moran/Rice) – 5:12
- Guide Me Home / How Can I Go On (Alternative Versions) (Mercury/Moran) – 6:54
- How Can I Go On (Out-take: Extract) (Mercury/Moran) – 1:31
- How Can I Go On (Alternative Piano Version) (Mercury/Moran) – 3:45
- "When this old tired body wants to sing" (Late Night Jam) (Mercury/Moran) – 2:42

9 lemez – Ritkaságok 3
- Rain (Ibex, Live 1969) (Lennon/McCartney) – 3:51
- Green (Wreckage, Rehearsal 1969) (Mercury) – 3:15
- The Man From Manhattan (Eddie Howell 1976) (Howell) – 3:22
- Love Is The Hero (Billy Squier: 12" Version 1986) (Squier) – 5:22
- Lady With A Tenor Sax (Billy Squier: Work In Progress 1986) (Squier/Mercury) – 4:02
- Hold On (Freddie Mercury and Jo Dare 1986) (Mercury/Mack) – 3:38
- Heaven for Everyone (The Cross Version: Freddie Vocal 1988) (Taylor) – 4:48
- Love Kills (Rock Mix) (Mercury/Moroder) – 4:27
- Love Kills (Instrumental) (Mercury/Moroder) – 4:26
- The Great Pretender (Original Demo) (Ram) – 3:04
- Holding On (Demo) (Mercury) – 4:12
- It's So You (Demo) (Mercury) – 2:40
- I Can't Dance / Keep Smilin' (Demo) (Mercury) – 3:43
- Horns Of Doom (Demo) (Richards) – 4:16
- Yellow Breezes (Demo) (Mercury/Moran) – 5:25
- Have A Nice Day (Fan Club Message) (Mercury/Moran) – 0:45

10 lemez – David Wigg Interjúk
- 1979, London (The Crazy tour) – 8:11
- 1984, Munich (The Works tour) – 11:27
- 1984, Munich (Pt. 2 Going solo) – 7:37
- 1985, Wembley, London (Week of Live Aid) – 6:45
- 1986, London (The Magic tour) – 10:35
- 1987, Ibiza (Freddie's 41st birthday) – 9:56
- 1987, Ibiza (41st birthday. Pt. 2 Montserrat Caballé) – 8:21
- 1987, Ibiza (41st birthday. Pt. 3 The Great Pretender) – 10:26

## DVD
11 lemez – The Video Collection
- Barcelona (Live Version) (Mercury/Moran)
- The Great Pretender (Single Version) (Ram)
- I Was Born to Love You (Mercury)
- Time (Clark/Christie)
- How Can I Go On (Mercury/Moran)
- Made in Heaven (Mercury)
- Living on My Own (Mercury)
- The Golden Boy (Mercury/Moran/Rice)
- The Great Pretender (Extended Version) (Ram)
- Barcelona (Mercury/Moran)
- In My Defence (Re-edit 2000) (Clark/Soames/Daniels)
- Guide Me Home (Mercury/Moran)

12 lemez – The Untold Story
- Spice Island Dawn
- Strange Discipline
- Culture Shock
- The Draftsman Of Ealing
- Musical Awakenings
- Love of My Life
- Bacchus And Aphrodite
- Butterflies And Peacocks
- A Day At The Opera
- My Kind Of Towns
- Last Days

## Helyezések
#13 UK (arany)